# Castelo de Torremormojón

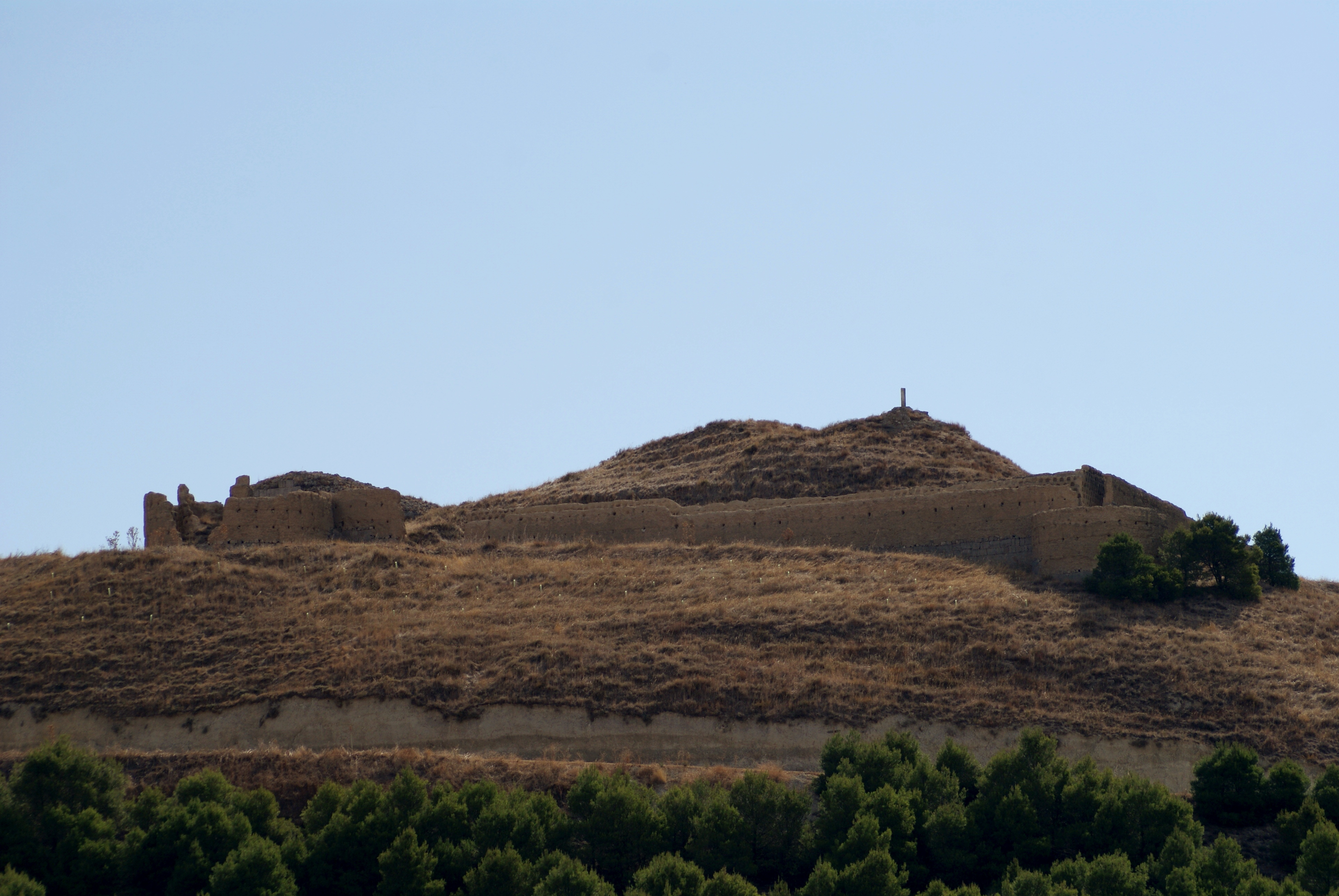
Castelo de Torremormojón

O Castelo de Torremormojón (espanhol: Castillo de Torremormojón) é um castelo localizado em Torremormojón, Espanha.
Recebeu o título de Bien de Interés Cultural, embora o seu estado seja motivo de preocupação.